# Zapasy na Letnich Igrzyskach Olimpijskich 1980 – kategoria do 52 kg w stylu wolnym
Zmagania mężczyzn w wadze 52 kg to jedna z dziesięciu męskich konkurencji w zapasach w stylu klasycznym rozgrywanych podczas Letnich Igrzysk Olimpijskich 1980. Pojedynki w tej kategorii wagowej odbyły się w dniach 28 – 30 lipca.

## Klasyfikacja[2]
| Pozycja | Nazwisko             | Kraj            |
| ------- | -------------------- | --------------- |
| 1       | Anatolij Biełogłazow | ZSRR            |
| 2       | Władysław Stecyk     | Polska          |
| 3       | Nermedin Selimow     | Bułgaria        |
| 4       | Lajos Szabó          | Węgry           |
| 5       | Jang Dok-ryong       | Korea Północna  |
| 6       | Nandzadyn Bürgedaa   | Mongolia        |
| 7       | Koce Efremov         | Jugosławia      |
| 8       | Hartmut Reich        | NRD             |
| 9       | Mohammad Aynutdin    | Afganistan      |
| 10      | Mohamed Hachaichi    | Algieria        |
| .       | Ashok Kumar          | Indie           |
| 12      | Nguyễn Kim Thiềng    | Wietnam         |
| 13      | Ahmad Dahrouj        | Syria           |
| .       | Luis Ocaña           | Kuba            |
| 15      | Mark Dunbar          | Wielka Brytania |
| .       | Petre Ciarnău        | Rumunia         |

## Zasady
Przyjęto zasadę punktów karnych, gdzie zdobycie sześciu punktów lub więcej eliminowało zawodnika z turnieju. Kolejność miejsc medalowych ustalona została w specjalnej rundzie finałowej, z udziałem trzech zawodników z najmniejszą liczbą takich punktów.
- TPP — Punkty karne razem
- MPP — Punkty karne pojedynku
- TF — Łopatki
- DQ — Dyskwalifikacja za pasywność

## Punktacja
- 0 — Wygrana na łopatki, przewagę techinczną, pasywność, kontuzję
- 0.5 — Wygrana na punkty  (8-11 punktów różnicy)
- 1 — Wygrana na punkty  (1-7 punktów różnicy)
- 2 — Dyskwalifikacja za pasywność, zwycięzca również był pasywny
- 3 — Przegrana na punkty (1-7 punktów różnicy)
- 3.5 — Przegrana na punkty (8-11 punktów różnicy)
- 4 — Przegrana na łopatki, przewagę techiczną, pasywność, kontuzję

## Wyniki[3]

### Pierwsza runda
| TPP | MPP |                      | Wynik\|Czas |                   | MPP | TPP |
| --- | --- | -------------------- | ----------- | ----------------- | --- | --- |
| 0   | 0   | Nandzadyn Bürgedaa   | 26 - 5      | Ahmad Dahrouj     | 4   | 4   |
| 0.5 | 0.5 | Anatolij Biełogłazow | 14 - 3      | Hartmut Reich     | 3.5 | 3.5 |
| 1   | 1   | Mohamed Hachaichi    | 15 - 8      | Nguyễn Kim Thiềng | 3   | 3   |
| 0   | 0   | Koce Efremov         | TF / 2:51   | Mohammad Aynutdin | 4   | 4   |
| 4   | 4   | Mark Dunbar          | TF / 1:40   | Nermedin Selimow  | 0   | 0   |
| 3   | 3   | Jang Dok-Ryong       | 7 - 12      | Ashok Kumar       | 1   | 1   |
| 0   | 0   | Władysław Stecyk     | DQ / 8:08   | Petre Ciarnău     | 4   | 4   |
| 4   | 4   | Luis Ocaña           | TF / 7:09   | Lajos Szabó       | 0   | 0   |

### Druga runda
| TPP | MPP |                    | Wynik\|Czas |                      | MPP | TPP |
| --- | --- | ------------------ | ----------- | -------------------- | --- | --- |
| 3   | 3   | Nandzadyn Bürgedaa | 4 - 8       | Anatolij Biełogłazow | 1   | 1.5 |
| 8   | 4   | Ahmad Dahrouj      | TF / 3:31   | Hartmut Reich        | 0   | 3.5 |
| 5   | 4   | Mohamed Hachaichi  | TF / 4:30   | Koce Efremov         | 0   | 0   |
| 7   | 4   | Nguyễn Kim Thiềng  | TF / 8:38   | Mohammad Aynutdin    | 0   | 4   |
| 8   | 4   | Mark Dunbar        | 2 - 37      | Jang Dok-Ryong       | 0   | 3   |
| 0   | 0   | Nermedin Selimow   | TF / 2:25   | Ashok Kumar          | 4   | 5   |
| 0   | 0   | Władysław Stecyk   | 20 - 3      | Luis Ocaña           | 4   | 8   |
| 8   | 4   | Petre Ciarnău      | TF / 0:27   | Lajos Szabó          | 0   | 0   |

### Trzecia runda
| TPP | MPP |                      | Wynik\|Czas |                   | MPP | TPP |
| --- | --- | -------------------- | ----------- | ----------------- | --- | --- |
| 4   | 1   | Nandzadyn Bürgedaa   | 12 - 5      | Hartmut Reich     | 3   | 6.5 |
| 1.5 | 0   | Anatolij Biełogłazow | TF / 1:22   | Mohamed Hachaichi | 4   | 9   |
| 4   | 4   | Koce Efremov         | TF / 4:37   | Nermedin Selimow  | 0   | 0   |
| 8   | 4   | Mohammad Aynutdin    | TF / 6:28   | Jang Dok-Ryong    | 0   | 3   |
| 9   | 4   | Ashok Kumar          | 3 - 17      | Władysław Stecyk  | 0   | 0   |
| 0   |     | Lajos Szabó          |             | Bez walki         |     |     |

### Czwarta runda
| TPP | MPP |                      | Wynik\|Czas |                    | MPP | TPP |
| --- | --- | -------------------- | ----------- | ------------------ | --- | --- |
| 1   | 1   | Lajos Szabó          | 12 - 9      | Nandzadyn Bürgedaa | 3   | 7   |
| 1.5 | 0   | Anatolij Biełogłazow | TF / 0:42   | Koce Efremov       | 4   | 8   |
| 0.5 | 0.5 | Nermedin Selimow     | 16 - 6      | Jang Dok-Ryong     | 3.5 | 6.5 |
| 0   |     | Władysław Stecyk     |             | Bez walki          |     |     |

### Piąta runda
| TPP | MPP |                      | Wynik\|Czas |                  | MPP | TPP |
| --- | --- | -------------------- | ----------- | ---------------- | --- | --- |
| 0   | 0   | Władysław Stecyk     | DQ / 8:13   | Lajos Szabó      | 4   | 5   |
| 1.5 | 0   | Anatolij Biełogłazow | TF / 1:53   | Nermedin Selimow | 4   | 4.5 |

### Round 6
| TPP | MPP |                  | Wynik\|Czas |                      | MPP | TPP |
| --- | --- | ---------------- | ----------- | -------------------- | --- | --- |
| 4   | 4   | Władysław Stecyk | TF / 0:57   | Anatolij Biełogłazow | 0   | 1.5 |
| 9   | 4   | Lajos Szabó      | 3 - 19      | Nermedin Selimow     | 0   | 4.5 |

### Runda finałowa
Zaliczone pojedynki z wcześniejszych rund
| TPP | MPP |                      | Wynik\|Czas |                      | MPP | TPP |
| --- | --- | -------------------- | ----------- | -------------------- | --- | --- |
|     | 0   | Anatolij Biełogłazow | TF / 1:53   | Nermedin Selimow     | 4   |     |
|     | 4   | Władysław Stecyk     | TF / 0:57   | Anatolij Biełogłazow | 0   | 0   |
| 5   | 1   | Władysław Stecyk     | 6 - 5       | Nermedin Selimow     | 3   | 7   |